# Le Monde des Enfoirés
 (octobre 2018).
Si vous disposez d'ouvrages ou d'articles de référence ou si vous connaissez des sites web de qualité traitant du thème abordé ici, merci de compléter l'article en donnant les références utiles à sa vérifiabilité et en les liant à la section « Notes et références ».
Albums de Les Enfoirés
Musique !
(2018) Le Pari(s) des Enfoirés
(2020)
Le Monde des Enfoirés est le 29e album des Enfoirés, enregistré lors de leur série de concerts du 24 au 28 janvier 2019 à l’Arkéa Arena de Bordeaux. Il s'agit du troisième spectacle et album sans Jean-Jacques Goldman.
En une semaine, l'album est certifié platine.

## Hymne
L'hymne de l'édition 2019 est intitulé On trace. Il est écrit et composé par Vianney. Un extrait est dévoilé sur France Bleu le 12 janvier 2019.

## Diffusion
Le concert est diffusé le 8 mars 2019 à 21 h sur TF1 et France Bleu.

## Artistes présents
43 artistes ont répondu présent pour cette édition 2019,,.
- Ary Abittan (première participation)
- Amir
- Jean-Louis Aubert
- La Bande à Fifi (Julien Arruti, Tarek Boudali, Élodie Fontan et Philippe Lacheau)
- Bénabar
- Amel Bent
- Malik Bentalha (première participation)
- Patrick Bruel
- Nicolas Canteloup
- Claudio Capéo (première participation)
- Sébastien Chabal
- Julien Clerc
- Didier Deschamps
- Thomas Dutronc
- Patrick Fiori
- Liane Foly
- Marie-Agnès Gillot
- Kendji Girac
- Les Inconnus (Didier Bourdon, Bernard Campan et Pascal Légitimus) (première participation)
- Jenifer
- Michael Jones
- Claire Keim
- Pauline Lefèvre (première participation)
- Nolwenn Leroy
- Lorie
- Mimie Mathy
- Jean-Baptiste Maunier
- Kylian Mbappé (première participation)
- MC Solaar
- Kad Merad
- Isabelle Nanty (première participation)
- Florent Pagny
- Slimane (première participation)
- Soprano
- Tal
- Christophe Willem
- Zazie

## Artistes présents à l’intégralité des concerts
30 artistes étaient présents au premier concert.
34 artistes étaient présents au deuxième concert.
39 artistes étaient présents au troisième concert.
38 et 39 artistes étaient présents aux quatrième et cinquième concerts.
38 artistes étaient présents au sixième concert

## Liste des titres
Les titres sont présentés dans l'ordre de diffusion de la soirée du 8 mars.
1. Tableau d'ouverture :
  1. Un autre monde (Téléphone) : Kendji Girac, Soprano, Zazie, Les Enfoirés
  2. Envole-moi (Jean-Jacques Goldman) : Jean-Louis Aubert, Jean-Baptiste Maunier, Florent Pagny, Patrick Bruel, Les Enfoirés
2. J'irai où tu iras (Céline Dion et Jean-Jacques Goldman) : Jenifer, Tal, Soprano, Jean-Baptiste Maunier
3. All by Myself (Eric Carmen) : Patrick Bruel, Amir, Jean-Louis Aubert, Slimane
4. Speed (Zazie) : Florent Pagny, Claire Keim, Patrick Fiori, Jenifer
5. Quand je t'aime (Demis Roussos) : Kad Merad, Amel Bent, Ary Abittan, Isabelle Nanty
6. Dommage (Bigflo et Oli) : Soprano, Bénabar, Nolwenn Leroy, Thomas Dutronc
7. Tu es mon autre (Maurane et Lara Fabian) : Zazie, Florent Pagny, Claire Keim, Christophe Willem
8. La Java de Broadway (Michel Sardou) : Claudio Capéo, Liane Foly, Tal, Mimie Mathy
9. Tableau Les Feux d'artifice
  1. Prendre un enfant (Yves Duteil) : Mimie Mathy
  2. Les Feux d'artifice (Calogero) : Patrick Fiori, Jenifer, Amel Bent, Kendji Girac
10. Medley Mafiosa
  1. Mafiosa (Lartiste et Caroliina) : Lorie Pester, Kendji Girac
  2. Un peu de rêve (Claudio Capéo et Vitaa) : Kad Merad, Nolwenn Leroy
  3. La Bamba (Los Machucambos) : Liane Foly, Tarek Boudali, Jean-Baptiste Maunier
  4. Don’t stop me now (Queen) : Tal, Michael Jones
  5. Hit Sale (Therapie Taxi et Roméo Elvis) : Philippe Lacheau, Marie-Agnès Gillot, Slimane
  6. Bella Ciao (Gims, Vitaa, Dadju, Slimane et Naestro) : Ary Abittan, Nicolas Canteloup
11. Il a neigé sur Yesterday (Marie Laforêt) : Patrick Bruel, Patrick Fiori, Liane Foly, Slimane
12. La Même (Gims et Vianney) : Kendji Girac, Tal, Lorie Pester, Claudio Capéo
13. Les yeux de la mama (Kendji Girac) : Amir, Thomas Dutronc, Lorie Pester, Jean-Baptiste Maunier
14. Medley Les Inconnus : Didier Bourdon, Bernard Campan, Pascal Légitimus
  1. C'est toi que je t'aime
  2. Auteuil Neuilly Passy
  3. C'est ton destin
  4. Vice et versa
  5. Isabelle a les yeux bleus
  6. Rap-Tout
15. Si t'étais là (Louane) : Nolwenn Leroy, Amel Bent, Claire Keim
16. Je viens dîner ce soir (Claude François) : Bénabar, Thomas Dutronc, Élodie Fontan, Amir, MC Solaar
17. Mourir d'aimer (Charles Aznavour) : Claudio Capéo, Florent Pagny, Slimane, Bénabar
18. Encore et encore (Francis Cabrel) : Claudio Capéo, Jean-Louis Aubert, Malik Bentalha, Patrick Fiori, Lorie Pester, Slimane
19. J'ai eu trente ans (Maxime Le Forestier) : Jean-Louis Aubert, Patrick Bruel, Zazie, Nolwenn Leroy
20. Ramenez la coupe à la maison (Vegedream) : Les Enfoirés, avec la participation de Didier Deschamps et Kylian Mbappé
21. On trace (Les Enfoirés) : Soprano, Kendji Girac, Zazie, Patrick Bruel, Nolwenn Leroy, Lorie Pester, Claudio Capéo, Patrick Fiori, Les Enfoirés
22. La Chanson des Restos (Les Enfoirés) : Les Enfoirés

### Liste des sketchs
1. L’enquête  Florent Pagny, Kad Merad, Mimie Mathy, Malik Bentalha
2. Les experts : Bordeaux Philippe Lacheau, Tarek Boudali, Élodie Fontan, Julien Arruti, Patrick Fiori
3. Breaking news Bénabar, Isabelle Nanty, Ary Abittan et Jenifer
4. Le séminaire de police Amel Bent, Ary Abittan, Julien Arruti, Isabelle Nanty, Kad Merad, Malik Bentalha, Mimie Mathy, Nolwenn Leroy, Patrick Fiori, Philippe Lacheau, Soprano, Sébastien Chabal, Tarek Boudali et Michael Youn
5. Fesez entrer celui-là qu’est coupable Nicolas Canteloup, Patrick Bruel, Sébastien Chabal
6. Retour vers le futur Bénabar, Liane Foly, Lorie Pester, Patrick Bruel, Patrick Fiori, Thomas Dutronc
7. Question pour un Enfoiré Claudio Capéo, Isabelle Nanty, Kad Merad, Malik Bentalha, Slimane, Michèle Laroque (en vidéo)
8. Breaking News ||  Ary Abittan, Bénabar, Claire Keim, Isabelle Nanty et Jenifer
9. Papotages Claudio Capéo, Isabelle Nanty, Liane Foly, Mimie Mathy et Slimane
10. Le Cadeau Didier Deschamps, Kylian Mbappé, Malik Bentalha, Mimie Mathy et Zazie

## Intermèdes
- Cosmo (Soprano)
- Casser la voix (Patrick Bruel)
- Les gens qu'on aime (Patrick Fiori)
- Ça (c'est vraiment toi) (Jean Louis Aubert)
- Riche (Claudio Capéo)
- Pour oublier (Kendji Girac)
- Je suis un homme (Zazie)
- L'amitié (Mimie Mathy & Thomas Dutronc)
- Viens on s'aime (Slimane)
- Feu de joie (Bénabar)
- Je te donne (Michael Jones & Liane Foly)
- Longtemps (Amir)
- Chanter (Florent Pagny et Slimane)
- ADN (Tal)
- Notre Idylle (Jenifer)
- Caroline (MC Solaar)

## Classements hebdomadaires
| Classement (2019)            | Meilleure place |
| ---------------------------- | --------------- |
| Belgique (Flandre Ultratop)  | 38              |
| Belgique (Wallonie Ultratop) | 1               |
| France (SNEP)                | 1               |
| Suisse (Schweizer Hitparade) | 1               |

## Certifications
| Pays           | Certification | Unités certifiées |
| -------------- | ------------- | ----------------- |
| Belgique (BEA) | Or            | 10 000            |
| France (SNEP)  | 2 × Platine   | 200 000           |